# Koury (Mali)
Pour les articles homonymes, voir Koury.
Koury est une ville et une commune rurale du Mali, chef-lieu de cercle dans la région de Koutiala.

## Géographie
La localité de Koury est située sur la route nationale RN 12 (axe Koutiala-Burkina Faso) à 93 km au sud-est du chef-lieu régional Koutiala. 
| Karangana | Yorosso      |       |
| Ourikéla  | Koury        | Mahou |
|           | Burkina Faso |       |

## Histoire
Avant 2012, Koury est une commune rurale du cercle de Yorosso dans la région de Sikasso. Lors de la réforme administrative de 2023, la commune rurale est soustraite du cercle de Yorosso et la localité est érigée en chef-lieu de cercle dans la région de Koutiala.

## Villages
La commune s'étend sur 17 localités relevées lors du recensement général de 2009. 
Les villages les plus peuplés sont :
- Koury (14 915 habitants)
- Tandio (5 873 habitants)
- N'Gorola (5 238 habitants)

En 2023, la loi 2023-007 attribue à la commune 20 villages, fractions ou quartiers  :
- Kôdala
- Koury
- Gouélé
- Sané
- N'Gorola
- Mougna
- Tiankoro
- Douna
- Dessena
- Diena
- Tindanso
- Diaramana
- Kona
- Ouakona
- Tandio
- Founa
- Pikoro
- Sakoni
- Niougouara
- Fintiala
- Kouéla